# 打ち上げ花火 (アルカン)
打ち上げ花火 ——序奏と即興 作品55（フランス語：Une fusée : Introduction et impromptu, op. 55）とは、アルカンが1859年に作曲したピアノ曲である。巻き糸 ——序奏と即興と題されることもある。

## 概要
楽譜は1859年にフランス、パリでリショー社（フランス語版ウィキペディア）によって初出版された。
同年に、スペインの作曲家でありアルカンの友人であるアレハンドロ・エサインに献呈されている。

## 楽曲の構成
変ロ長調、アンダンティーノで始まりしばらくゆるやかな分散和音が多用されたのち、ニ短調、プレストになり即興的な曲調へと急変する（途中、嬰ヘ短調にもなる）。その後、再び変ロ長調になり始まりの曲調にもどるがすぐにニ短調になり、結尾部では密集音塊が用いられ曲が終結する。

## 録音
ステファニー・マッカラムや、コスタンティーノ・マストロプリミアーノによって、録音が残されている。